# Carroll megye (Ohio)
Carroll megye az Amerikai Egyesült Államokban, azon belül Ohio államban található. Megyeszékhelye Carrollton. Lakosainak száma 26 721 fő (2020). Carroll megye Columbiana, Jefferson, Harrison, Tuscarawas és Stark megyékkel határos.

## Népesség
A megye népességének változása:
| Lakosok száma | 28 804 | 28 874 | 28 574 | 28 275 | 27 811 | 26 721 |
|               | 2010   | 2011   | 2012   | 2013   | 2015   | 2020   |